# Veličane
Veličane – wieś w Słowenii, w gminie Ormož. 1 stycznia 2018 liczyła 123 mieszkańców.